# 张滂 (化学家)
张滂（1917年8月25日—2011年11月29日），男，江苏南京人，中国有机化学家，中国科学院院士。

## 生平
1937年至1938年就读于燕京大学化学系，1942年本科毕业于國立西南聯合大學化学系，1949年获剑桥大学博士学位。1949年至1952年任燕京大学副教授，1952年至1956年任北京大学副教授，1956年起任北京大学教授。1991年当选为中国科学院学部委员（院士）。2011年11月29日17点53分在北京逝世，享年94岁。